# Bozkurt (district, Denizli)
Bozkurt is een Turks district in de provincie Denizli en telt 11.834 inwoners (2007). Het district heeft een oppervlakte van 359 km².
De bevolkingsontwikkeling van het district is weergegeven in onderstaande tabel.
| 1997   | 2000   | 2007   |
| ------ | ------ | ------ |
| 12.428 | 11.862 | 11.834 |